# Tipula lagotis
Tipula lagotis är en tvåvingeart som beskrevs av Alexander 1942. Tipula lagotis ingår i släktet Tipula och familjen storharkrankar. Inga underarter finns listade i Catalogue of Life.